# 八反田久恵
八反田 久恵（はったんだ ひさえ、1980年11月17日 - ）は、フリーアナウンサー。10代で芸能界デビューし、モデルやバラエティー番組にタレントとして出演、最近はラジオやケーブルTV（ケーブルネット埼玉）のキャスターやリポーター、ブライダル司会からトークショー、イベント司会などフリーアナウンサーとして活動している。愛称ははったん。

## 主な番組履歴
- 都電荒川線　とでん屋　メインリポーター・ケーブルネット埼玉、突撃ケーブルランド、みんなのケーブルランド
- 川口駅前　キャスティビジョン、リリアインフォメーション（ナレーション）
- SHOP　チャンネル、音声認識人形　おしゃべりはなちゃん
- NTT東日本フレッツ「ブロードバンドスクエア」
- HALTV
- ステラTV
- えびぞり情報局
- スペースシャワー「むじか」
- 立川アレアレア　アレアビジョン
- 東京FM　「フライデイ・クラブダム」

## ＣＭナレーション
- ミユキハウジング
- 川口イングリッシュアカデミー
- ザ・海峡
- 川口市観光協会
- 川口鎮守氷川神社
- 川口警察署

その他にもモデルなどのタレント活動もしつつ、番組MCやリポーター、CMナレーション、企業VTRの出演、各種司会、ナレーターなどの仕事をしている。